# Johannisberg (Wysokie Taury)
Johannisberg to szczyt w grupie Glocknergruppe, w Wysokich Taurach we Wschodnich Alpach. Leży na granicy dwóch austriackich krajów związkowych: Tyrolu (dokładnie Tyrol Wschodni) i Karyntii.
Jest to jeden ze szczytów tworzących granicę między Wschodnim Tyrolem a Karyntią. Ze szczytu widać inne ważne szczyty tego pogranicza, między innymi: Grossglockner, Gross Venediger i Großes Wiesbachhorn.
Ze zboczy tego szczytu spływa sławny lodowiec Pasterze.
Pierwszego wejścia w 1844 r. dokonał G. Banerle.